# بابی گای ویلکینز
بابی گای ویلکینز (انگلیسی: Bobby-Gaye Wilkins؛ زادهٔ ۱۰ سپتامبر ۱۹۸۸) دونده اهل جامائیکا است.